# U 47 (U-Boot, 1916)
U 47 war ein U-Boot welches im Rahmen eines Kriegsauftrags als MS-(Mobilmachungs)-Typ für die deutsche Kaiserliche Marine gebaut wurde.

## Bau und Indienststellung
Das Boot war ein sogenanntes Zweihüllenboot, welches als Hochseeboot für die ozeanische Verwendung in einem Amtsentwurf konzipiert wurde. Der Auftrag zum Bau dieses U-Bootes wurde am 4. August 1914 an die Kaiserliche Werft in Danzig erteilt. Der Stapellauf erfolgte am 16. August 1915. Die Indienststellung am 28. Februar 1916 unter dem Kommando von Kapitänleutnant Heinrich Metzger, der die einzigen beiden Einsätze befehligte.

## Technik
Das U-Boot war 65 m lang, 6,2 m breit und hatte einen Tiefgang von 3,74 m sowie eine Verdrängung von 725 Tonnen über und 940 Tonnen unter Wasser. Die Besatzung bestand aus 36 Mann, wovon vier Offiziere waren. Die Maschinen für die Überwasserfahrt waren zwei Sechs-Zylinder-Viertakt Dieselmotoren S 6 V 41/42 von MAN mit zusammen 1.471 kW (2.000 PS). Zur Unterwasserfahrt kamen zwei SSW-Doppel-Modyn-Elektromotoren mit 880 kW (1.200 PS) zum Einsatz. Damit waren Geschwindigkeiten von 15,2 kn (über Wasser) bzw. 9,7 kn (unter Wasser) möglich. Der Aktionsradius betrug bis zu 11400 NM bei 8 kn Überwasserfahrt. Bei getauchter Fahrt mit 5 kn wurden 51 NM erreicht bei einer maximalen Tauchtiefe von 50 Meter. Die sechs mitgeführten Torpedos konnten über zwei Bug- und zwei Heckrohre verschossen werden.

## Einsätze und Verbleib
U 47 führte während des Ersten Weltkriegs zwei, nach anderen Quellen elf,Feindfahrten in der Nord- und Ostsee sowie im Atlantik und Mittelmeer durch. Dabei wurden insgesamt 14 Handelsschiffe der Entente und neutraler Staaten mit einer Gesamttonnage von 24.075 BRT versenkt. Ab Juni 1917 fuhr U 47 wegen technischer Probleme keine weiteren Einsätze.
Kurz vor der Aufgabe des Marinehafens von Pola (damals Österreich-Ungarn) wurde U 47 am 28. Oktober 1918 von der eigenen Besatzung gesprengt. Das U-Boot sank etwa auf der folgenden Position nahe der Küste: 44° 52′ N, 13° 50′ O.

## Kommandanten
| Dienstgrad           | Name                  | von                | bis                |
| -------------------- | --------------------- | ------------------ | ------------------ |
| Kapitänleutnant      | Heinrich Metzger      | 28. Februar 1916   | 27. August 1917    |
| Kapitänleutnant      | Johannes Feldkirchner | 28. August 1917    | 29. Oktober 1917   |
| Oberleutnant zur See | Otto Gerke            | 30. Oktober 1917   | 10. März 1918      |
| Kapitänleutnant      | Wilhelm Canaris       | 14. Januar 1918    | 14. Juni 1918      |
| Kapitänleutnant      | Adolf Franz           | 11. März 1918      | 31. März 1918      |
| Kapitänleutnant      | Erich Gerth           | 15. Juni 1918      | 11. September 1918 |
| Kapitänleutnant      | Carl Bünte            | 12. September 1918 | 28. Oktober 1918   |

### Versenkte Schiffe (Auswahl)
Die folgende Liste enthält Schiffe mit einer Tonnage von mehr als 1000 Bruttoregistertonnen.
1. Finnisches Passagierschiff Wellamo I (1.050 BRT) am 30. August 1916[9]
2. Holländisches Transportschiff Kediri (3.781 BRT) am 4. Dezember 1916[10]
3. Griechisches Transportschiff Spyros (3.357 BRT) am 7. Dezember 1916[11]
4. Griechisches Transportschiff Salamis (3.638 BRT) am 13. Dezember 1916[12]
5. Norwegisches Transportschiff Sno (1.823 BRT) am 19. Dezember 1916[13]
6. Griechisches Transportschiff Eirini (2.452 BRT) am 26. August 1917[14]
7. US-amerikanisches Segelschiff Frances M. (1.228 BRT) am 18. Mai 1917[15]
8. Brasilianisches Transportschiff Lapa (1.253 BRT) am 22. Mai 1917[16]
9. US-amerikanisches Segelschiff Magnus Manson (1.751 BRT) am 25. Mai 1917[17]
10. Französisches Transportschiff Vulcanus (1.470 BRT) am 17. Dezember 1916[18]